# Alcaim (distrito)
O distrito de Alcaim (em árabe: قضاء القائم) é um distrito da província de Alambar, no Iraque. A sua capital é Alcaim.